# Domingo Puch Izuleta
Domingo de Puch Izuleta (finales del siglo XVIII, Olaviaga, Vizcaya, España - 25 de marzo de 1827, Salta, Provincias Unidas del Río de la Plata) fue un hacendado argentino de origen español a quien se le atribuye la frase «Mi patria es la patria de mis hijos». Fue suegro del general Martín Miguel de Güemes, a quien ayudó con bienes y dinero en la Guerra gaucha en el contexto de la Guerra de Independencia Argentina.

## Biografía
Nació en la pequeña comunidad vasca de Olaviaga, parte de la provincia de Vizcaya, siendo sus padres Gerónimo Puch y María Irureta, también naturales de Olaviaga. Emigró de joven al Nuevo Mundo, y terminó asentándose en la capital de la Intendencia de Salta del Tucumán, donde fundaría las estancias de Los Sauces, Arenal y El Tala.
Se casó en 1791 con Dorotea de la Vega Velarde y la Cámara, con quien tuvo seis hijos: Gerónimo, fallecido el 26 de octubre de 1862; Carmen, la casada con el general Güemes; Manuel, que tendría actuación en el bando unitario en las Guerras Civiles Argentinas; Juan de la Cruz, coronel que incurriría en la política y en los sucesos revolucionarios de 1832; al igual que sus hermanos Dionisio y Manuel.
Murió en Salta el 25 de marzo de 1827.